# (7171) Arthurkraus
(7171) Arthurkraus es un asteroide perteneciente al cinturón de asteroides, región del sistema solar que se encuentra entre las órbitas de Marte y Júpiter.
Fue descubierto el 13 de enero de 1988 por Antonín Mrkos desde el Observatorio Kleť.

## Designación y nombre
Designado provisionalmente como 1988 AT1, fue nombrado en honor del barón Arthur Kraus (1854-1930) quien fue un hombre de amplios intereses, incluidas las nuevas tecnologías, los deportes y la aviación. Fundó de forma privada el Observatorio Público de Pardubice en 1912, realizó observaciones de manchas solares y sirvió principalmente como un diligente divulgador de la astronomía.

## Características orbitales
Arthurkraus está situado a una distancia media del Sol de 2,331 ua, pudiendo alejarse hasta 2,666 ua y acercarse hasta 1,996 ua. Su excentricidad es 0,144 y la inclinación orbital 2,750 grados. Emplea 1299,88 días en completar una órbita alrededor del Sol.

## Características físicas
La magnitud absoluta de Arthurkraus es 14,05. Tiene 9,667 km de diámetro y su albedo se estima en 0,044.